# Johan Mojica
Johan Andrés Mojica (Cali, 21 augustus 1992) is een Colombiaans voetballer die doorgaans links in de aanval speelt en ook als verdediger uit de voeten kan. Hij verruilde Deportivo Cali in juli 2014 voor Rayo Vallecano, dat hem in het voorgaande seizoen al huurde. Mojica debuteerde in 2015 debuteerde in het Colombiaans voetbalelftal.

## Interlandcarrière
Onder leiding van bondscoach José Pékerman maakte Mojica zijn debuut voor de nationale ploeg op 26 maart 2015, toen Colombia in een vriendschappelijke wedstrijd met 5-0 won van Bahrein. Mojica viel in dat duel na 63 minuten in voor Juan Fernando Quintero en nam in de 79ste minuut de 4-0 voor zijn rekening.
Mojica maakte in 2018 deel uit van de Colombiaanse WK-selectie, die zich dankzij de vierde plaats in de CONMEBOL-kwalificatiezone rechtstreeks had geplaatst voor de eindronde in Rusland. Daar begon Colombia met een enigszins verrassende nederlaag tegen het lager ingeschatte Japan (1-2), waarna de ploeg in de resterende twee groepswedstrijden te sterk was voor Polen (3-0) en Senegal (1-0). In de achtste finales echter werden de Colombianen na strafschoppen uitgeschakeld door Engeland (3-4), nadat beide teams in de reguliere speeltijd waren bleven steken op 1-1 door treffers van de Engelse topschutter Harry Kane (rake strafschop in de 57ste minuut) en een doeltreffende kopbal van verdediger Yerry Mina in blessuretijd. Carlos Bacca miste zijn inzet vanaf elf meter, net als Mateus Uribe. Mojica kwam in alle vier duels in actie voor Colombia.